# María Escoté
María Escoté (Barcelona, 16 de julio de 1979) es una diseñadora de ropa y modista española. En 2006 presentó en Barcelona la primera colección de su firma.

## Biografía
Nacida en Barcelona en 1979, Escoté trabajó pronto en el negocio familiar. Estudió la carrera de Diseño en Barcelona, en la Escuela Superior de Diseño y Moda. Graduada en 2005, realizó un curso de Dibujo de Moda en la Central Saint Martins de Londres. Tiene dos hijas.
Escoté presentó su marca por primera vez en 2006, en la pasarela Moda FAD de Barcelona con el título de Excéntricos. Más tarde llegó a la pasarela Ego de Cibeles, la Semana de la Moda de Madrid, de la que se convirtió en una firma habitual. Artistas como Beyoncé, Katy Perry o Zendaya han lucido sus diseños. En lo nacional se decantó por vestir al grupo de trap PXXR GVNG, en especial a Yung Beef y a otras celebridades, como Paula Echevarría o Cristina Pedroche.
A lo largo de los años 2020, 2021, 2022, la diseñadora presentó diferentes cápsulas para la marca española Desigual, con prendas vanguardistas de estilo psicodélico.

## Trayectoria televisiva
Entre febrero de 2018 y abril de 2024 participa durante seis ediciones como jurado en el concurso de talentos Maestros de la costura, junto a Alejandro Gómez Palomo y Lorenzo Caprile.
El 9 de mayo de 2022, RTVE confirmó su participación en el concurso culinario de MasterChef Celebrity España, en el que quedaría en tercer puesto como finalista de la edición .
El miércoles 12 de febrero de 2025 intervino como invitada en el programa de Cuatro, Martínez y Hermanos.